# Mount Fitch
Mount Fitch är ett berg i Australien. Det ligger i regionen Coomalie och territoriet Northern Territory, omkring 57 kilometer söder om territoriets huvudstad Darwin. Toppen på Mount Fitch är 95 meter över havet, eller 33 meter över den omgivande terrängen. Bredden vid basen är 1,3 km.
Trakten runt Mount Fitch är nära nog obefolkad, med mindre än två invånare per kvadratkilometer.. Det finns inga samhällen i närheten.
Omgivningarna runt Mount Fitch är huvudsakligen savann. Genomsnittlig årsnederbörd är 1 646 millimeter. Den regnigaste månaden är januari, med i genomsnitt 396 mm nederbörd, och den torraste är augusti, med 1 mm nederbörd.